# Constantí
Constantí es un municipio de Cataluña. Perteneciente a la provincia de Tarragona, en la comarca del Tarragonés. Según datos de 2011 su población era de 6592 habitantes. Está en la orilla derecha del río Francolí, en el límite con Tarragona.

## Historia
El término que ocupa el actual pueblo de Constantí no ha destacado especialmente por los restos arqueológicos prehistóricos. Aun así, en consonancia con el territorio circundante, se tiene que suponer que se desarrollaron varias culturas paleolíticas y neolíticas. 
Antes de la llegada de los romanos, en el Campo de Tarragona  destacó la presencia de los cosetanos, un pueblo alejado étnicamente de los ibéricos, pero muy próximo a ellos desde el punto de vista político. 
Durante la época romana, el término contó con numerosas villas agrícolas pertenecientes a la ciudad de Tárraco, de las cuales han sido localizados los restos de una quincena, aunque en su momento debieron de existir muchas más. Durante siglos se creyó que el topónimo Constantí se relacionaba con la figura del emperador Constantino I el Grande (306-337 d. C.) por cuanto el escudo del municipio representaba la imagen ecuestre de dicho emperador, sin embargo, no existe ninguna evidencia histórica que avale esta hipótesis. En las últimas fechas, las interpretaciones del Villa mausoleo de Centcelles hacen pensar que la toponimia de la localidad derive del nombre del coemperador Constancio III.
La villa medieval se estableció en 1153, después de la conquista de Ciurana de Tarragona. Se otorgó carta de población en 1159. El arzobispo Espàrec de la Barca (1215) dinamizó la población, ordenando construir el castillo, la primera iglesia y la muralla de la ciudad. El castillo se convirtió en lugar de residencia veraniega de los arzobispos de Tarragona.
Constantí participó activamente de la Comuna del Campo desde su fundación.
Sufrió diversos ataques durante la Guerra de los Segadores. El 12 de enero de 1641 la villa fue atacada por las tropas de Josep Margarit. En 1642 fue asaltada por el mariscal La Mothe que convirtió el pueblo en su base de operaciones. En 1649, y tras un sitio de dos días, la ciudad cayó en manos de las tropas de Juan de Garay. La iglesia y el castillo fueron destruidos.
Durante la Guerra de la Independencia española, el general Suchet dirigió desde Constantí el sitio de Tarragona de 1811.

## Geografía humana

### Demografía
Cuenta con una población de 6888 habitantes (INE 2024).
| Gráfica de evolución demográfica de Constantí entre 1842 y 2021                                                       |
| |
| Población de derecho según los censos de población del INE. Población de hecho según los censos de población del INE. |

### Economía
Constantí se encuentra a seis kilómetros de Tarragona lo que ha propiciado que se instalen en ella diversas industrias entre las que destacan las dedicadas al sector químico. También se encuentra dentro del término municipal parte de una refinería.
La agricultura, tradicionalmente la principal actividad económica, ha quedado relegada a un segundo plano. Los principales cultivos siguen siendo la viña, el olivo, las hortalizas los melocotoneros y avellanos. Hay diversas granjas avícolas.

## Cultura
La iglesia parroquial está dedicada a San Félix. Su construcción se inició en 1734 y fue consagrada en 1749. Tiene anexo un campanario que se construyó con posterioridad. Gracias al mecenazgo del Dr. Pere Cerdà, canónigo de la sede de Tarragona, el templo fue reformado por Josep Maria Jujol. Entre las obras realizadas por el arquitecto figuran un cordero en la reja del baptisterio, uno de los bancos de madera o una pila bautismal.
Constantí celebra su fiesta mayor en el mes de agosto, coincidiendo con la festividad de Sant Feliu. La fiesta mayor de invierno tiene lugar en el mes de enero.

## Monumentos y lugares de interés

### Villa romana de Centcelles
Muy cerca del núcleo urbano se encuentra Centcelles (de Centum Cellae), una antigua villa romana del siglo I. En 1855 fue adquirida por un particular, Antoni Soler i Soler, que la convirtió en una vivienda de campesinos.
La villa fue reformada en el siglo III y ampliada en el IV. De esta ampliación hay que destacar el edificio central. Se trata de una construcción de forma cúbica con una altura de 15,50 metros. En su interior se encuentra una sala de planta circular de 10,70 metros de diámetro con una cripta y cuatro nichos. Por distintos motivos es una construcción de interés excepcional en su época.
La cúpula está cubierta por mosaicos en un estado de conservación variable y con grandes pérdidas, excepto en su franja inferior. Presentan colores brillantes que se han conservado, en parte, gracias a que estuvieron cubiertos por yeso hasta 1877. Los mosaicos se dividen en cuatro zonas, cada una de ellas separadas por unas cenefas de dibujos geométricos. En la zona inferior aparecen representadas escenas de cacería; una segunda zona presenta escenas bíblicas, que se entienden dentro de la commendatio animae, que realizaban los primeros cristianos para encomendar el alma de un difunto a Dios; en la tercera zona aparecen una serie de personajes, sentados sobre cathedrae, que no han podido ser identificados; finalmente, en la zona del medallón cenital apenas quedan restos de mosaico y sólo pueden reconocerse dos cabezas. Se conservan aún restos de las pinturas que cubrían los muros de la zona inferior.
Se cree que el edificio sirvió como mausoleo, y algunos arqueólogos, como el alemán Helmut Schlunk, que desde 1959 estudió con frecuencia el edificio, lo atribuyeron a Constante II, hijo de Constantino I el Grande, que murió en Elna en 350 (cuyo nombre se habría conservado en el del municipio), que es hasta ahora la interpretación más difundida. Otros creen que perteneció a algún obispo, o a un aristócrata local. En los años 2006-2008 el complejo y la gran sala han sido objeto de nuevos estudios y digitalizaciones por parte del Instituto Arqueológico Alemán de Madrid (propietario en los años 50 y posterior donante del conjunto), que ha organizado un simposio sobre dichos trabajos.

## Administración y política
| Periodo   | Nombre                                                                  | Partido           |
| --------- | ----------------------------------------------------------------------- | ----------------- |
| 1979-1983 | Francisco Roig Gasol (1979-1983) Rafael Gibert Coll (1983)              | UCD Independiente |
| 1983-1987 | Feliu Nicolau Rivalt (1983-1986) Josep M. Maceira Barbosa               | PSC               |
| 1987-1991 | Josep M. Maceira Barbosa                                                | PSC               |
| 1991-1995 | Josep Mª Maceira Barbosa (1991-1993) Josep Bergadà Español (1993-1995)  | PSC               |
| 1995-1999 | Josep Bergadà Español                                                   | PSC               |
| 1999-2003 | Josep Bergadà Español                                                   | PSC               |
| 2003-2007 | Josep Bergadà Español                                                   | PSC               |
| 2007-2011 | Cristóbal Ramírez Iglesias (2007-2008) Josep M. Sabaté Sans (2008-2011) | PSC ERC           |
| 2011-2015 | Josep M. Sabaté Sans (2011-2013) Josep M. Franquès Martí (2013-2015)    | ERC CiU           |
| 2015-2019 | Óscar Sánchez Ibarra                                                    | PSC               |
| 2019-2023 | Óscar Sánchez Ibarra                                                    | PSC               |
| 2023-act. | Óscar Sánchez Ibarra                                                    | PSC               |